# 蔣謹
蔣謹（1574年—1628年），字钦之，號尊阳，南直隶常州府江陰縣人。明朝政治人物。

## 生平
原名蔣應謹，夙擅文誉。万历二十年壬辰（1592年），以选贡入南京國子監。萬曆二十二年（1594年）甲午，举應天府乡试第二十二名。万历三十五年（1607年）登丁未科进士。不久丁外艰。服阕，除中书舍人。三度奉使，推辭餽贈，有清望。当考选，以门户故，量移工曹。七年，晋工部都水司郎中。治河淮徐，以旷工银补工费，畚鍤云集夏镇。河使章谟任故，谨兼摄，籍公费三千金遗赠其子，不入一锾。九载，绩成，擢江西参政，备兵南瑞。省讼蠲赎，四署司道篆俱如之。天启二年乙丑（1622年）冬，奉表入贺，不通贽谒，逆党曹钦程希璫旨，嗾田景新疏劾之，摘其姻知高（攀龙）、缪（昌期）为邪党，作诗及时政为讪谤，矫旨削夺归。灌园南郭外，恤族赈贫，施糜掩骸，多为德于乡。崇祯改元，拜疏讼冤，奉温旨复职起用，即以其年腊杪一夕卒。谨廉隅自饬，门无杂宾，历仕二十馀年，未尝通书政府。独其废置以高缪，而恤典不及，时论惜之。

## 著作
诗文俱出匠心，有《紫微省》、《缘漪軒》、《望晓楼》诸稿藏于家。

## 家族
曾祖蒋舜文。祖父蒋龙，贡生。父蒋鸣琚，训导。母徐氏，継母唐氏。严侍下。兄應雷、應芳、楫。弟應章、應綬、應斗、應辰、應期、應皋、應學、應獻。